# Sven Aurén (1906–1985)
Sven Anders Göte Aurén, född 26 mars 1906 i Stockholm, död 2 mars 1985, var en svensk journalist. Han var svärson till Sven L:son Depken.
Efter kansliexamen i Stockholm 1929 var Aurén medarbetare i Aftonbladet 1932–36, i Nya Dagligt Allehanda från 1936, andre redaktör där från 1940, Svenska Dagbladets korrespondent i London från 1942, i Paris från 1945. Han var även korrespondent till Sveriges Radio från 1942. Han var ordförande i Svenska klubben i Paris 1957–60 och 1969–73 (hedersledamot) och i Utlandsjournalisternas förening i Paris 1962.
Aurén skrev flera böcker, bland annat om Jugoslavien under ledning av Tito. Han intervjuade till exempel även den tjeckoslovakiske presidenten Edvard Beneš. Ibland använde han signaturen Griggs.
- Wikiquote har citat av eller om Sven Aurén (1906–1985).